# Lega Nazionale A 1991-1992 (calcio femminile)
La Lega Nazionale A 1991-1992, campionato svizzero femminile di prima serie, si concluse con la vittoria del DFC Berna.

## Classifica
|  | Pos. | Squadra           | Pt | G  | V  | N | P  | GF | GS | DR  |
|  | ---- | ----------------- | -- | -- | -- | - | -- | -- | -- | --- |
|  | 1.   | Berna             | 35 | 20 | 16 | 3 | 1  | 54 | 13 | +38 |
|  | 2.   | Seebach           | 29 | 20 | 13 | 3 | 4  | 78 | 36 | +42 |
|  | 3.   | Schwerzenbach     | 27 | 20 | 13 | 1 | 6  | 45 | 27 | +18 |
|  | 4.   | Rapid Lugano      | 15 | 20 | 6  | 3 | 11 | 33 | 43 | -10 |
|  | 5.   | Blue Stars Zurigo | 9  | 20 | 2  | 5 | 13 | 20 | 55 | -35 |
|  | 6.   | San Gallo         | 5  | 20 | 1  | 3 | 16 | 15 | 71 | -39 |

Legenda:

      Campione di Svizzera.
      Relegata in Lega Nazionale B.
Note:

Due punti a vittoria, uno a pareggio, zero a sconfitta.